# Henry Weekes
Henry Weekes (født 14. januar 1807 i Canterbury, død 28. maj 1877 i London) var en engelsk billedhugger. 
Weekes var elev af Behnes og Chantrey, hvis rytterstatue af Wellington han fuldendte, og til hvis retning han nærmest sluttede sig. Han har udført en mængde monumentale portrætstatuer i England; Karl II (i Parlamentshuset), Lord Bacon (Trinity College), Dr. Goodall (i Eton), Hunter etc., for Calcutta Lord Auckland, statuer af Cranmer med flere til de protestantiske martyrers mindesmærke i Oxford, endvidere marmorbuste af dronning Victoria (det ungdomsarbejde, hvormed han grundlagde sit ry) etc. Endelig har Weekes skabt mindesmærket for Shelley i Christchurch og adskillige idealfigurer og -grupper: Kleopatra, Sardanapal, Moderkysset m. v. I 1868 blev han professor ved Londons Akademi.